# Heriaeus pilosus
Heriaeus pilosus là một loài nhện trong họ Thomisidae.
Loài này thuộc chi Heriaeus. Heriaeus pilosus được Josef Nosek miêu tả năm 1905.